# تپه نزه کن
تپه نزه کن مربوط به دوره ساسانیان است و در شهرستان کوهدشت، بخش کونانی، دهستان کونانی، روستای شورابه وسطی ۳ واقع شده و این اثر در تاریخ ۲۶ اسفند ۱۳۸۷ با شمارهٔ ثبت ۲۵۸۹۳ به‌عنوان یکی از آثار ملی ایران به ثبت رسیده است.